# Кидония (Крит)
Вижте пояснителната страница за други значения на Кидония.
Кидония (на гръцки: Κυδωνία, на латински: Cydonia) е античен град от времето на минойската цивилизация, разположен в северозападната част на остров Крит, Гърция. В днешно време върху неговите руини е изграден съвременният град Ханя.

## Възникване
Според преданието градът е основан от легендарния цар Кидон, от който произлиза и древният народ кидони, обитавал северозападната част на Крит. Павзаний описва двете версии относно личността и произхода на Кидон. Според едната Кидон е внук на Ликаон, който заедно с двамата си братя Гортис (вероятно основател на древния град Гортина) и Аркадиус се премества от Аркадия на Крит. Според втората версия той е роден на острова и е син на Акакалида, дъщерята на критския цар Минос.
Диодор Сицилийски в своя труд Bibliotheca historica посочва Кидония като един от трите града заедно с Кносос и Фестос, издигнати по заповед на цар Минос.
Името на града е упоменато на глинени таблички изписани с Линеар Б, открити в Кносос.

## История
През 429 г. пр.н.е. по време на Пелопонеските войни Кидония е нападната от атиняните след обвиненията на Никиас от Гортина, че води проспартанска политика. През 69 г. пр.н.е. римляните както свидетелства римският историк Апиан нахлуват на Крит и разбиват критяните в битката при Кидония. През 20-те години на VIII в. сарацините превземат Крит и го владеят до 961 г., когато Византия възстановява властта си над него.
Не е известно кога престава да се използва името Кидония. В началото на венецианското управление 1212 г. градът вече се споменава като Канея и днес останките му се намират именно на изток от някогашното венецианско пристанище на Ханя.